# Dysarthrie
 Mise en garde médicale
La dysarthrie (du grec dys-, préfixe qui exprime l'idée de mal ou de manque + grec -arthron, jointure, articulation, articulation de la voix) est un trouble de l'articulation de la parole, d'origine centrale et périphérique (nerfs crâniens). C'est le système nerveux qui est lésé.

## Rappels neurologiques
Les muscles qui commandent les mouvements nécessaires au langage oral sont innervés par les nerfs suivants : nerf facial, nerf vague, hypoglosse, accessoire et glosso-pharyngien. Ils ont tous, mis à part le nerf facial, une attache au niveau du bulbe rachidien. Les commandes nerveuses viennent de différentes zones du cortex via deux sortes de neurones jusqu'aux muscles, en passant par le bulbe. Une lésion d'une de ces deux sortes de neurones peut conduire à une dysarthrie, que l'atteinte soit paralytique ou un dysfonctionnement de la motilité.

## Symptômes
Les sujets atteints de dysarthrie présentent les symptômes suivants :
- difficultés d'articulation ;
- le débit est altéré, le rythme est saccadé ;
- altération fréquente de la voix : grinçante, assourdie ;
- constance des troubles, qui sont relativement réguliers (à la différence de l'anarthrie, marquée par une plus grande diversité des productions) ;
- pas de dissociation automatico-volontaire (à la différence de l'anarthrie et de la dyspraxie) ;
- dans le cadre de troubles portant sur les activités motrices en général (à la différence de l'anarthrie, dans laquelle les troubles sont limités aux organes bucco-phonatoires).

## Causes de la pathologie
Comme évoqué plus haut, les causes sont des lésions nerveuses du système nerveux central.
Il s'agit ici d'une atteinte neurologique touchant l'exécution motrice, à la différence de la dyspraxie qui touche la programmation motrice.
Parmi les pathologies connues pouvant entraîner une dysarthrie, citons notamment :
- la maladie de Parkinson, qui, en plus des symptômes cités précédemment, va conférer au sujet une voix plus aiguë et plus faible, un ton monotone, un débit plus rapide ainsi qu'une conversation rare et parfois bloquée. Nous pourrons surtout remarquer les problèmes laryngés que cette maladie entraîne, comme les difficultés d'adduction des cordes vocales et de maintien de cette adduction ;
- la paralysie générale. Cette complication neurologique tardive de la syphilis aura tendance à engendrer une dysarthrie progressive. Les premiers stades révèlent des achoppements, et omissions et autres petits troubles, pour ensuite évoluer vers de grosses difficultés d'articulation, des mots brouillés ;
- la sclérose en plaques. Les symptômes particuliers sont le ralentissement de la parole, une monotonie de la voix, le timbre perdant en richesse.

Toutes ces pathologies sont des maladies qui touchent principalement l'adulte.
- le traitement par carbonate de lithium[2] ;
- les perfusions répétées de fluorouracile[3], oxaliplatine, dans des cas exceptionnels[4].

## Classification
Selon Darley et collaborateurs (1975), il existe différents types de dysarthries classées selon la lésion d'origine :
- dysarthrie flasque ou bulbaire, due à une atteinte du motoneurone périphérique ;
- dysarthrie spastique ou pseudo-bulbaire (atteinte du motoneurone supérieur) ;
- dysarthries hypokinétiques et hyperkinétiques (atteinte du système extrapyramidal : Parkinson, chorées) ;
- dysarthrie ataxique (cérébelleuse) ;
- dysarthries mixtes (sclérose en plaques, SLA).